# Хашир, Аслан Азметович
Аслан Азметович Хашир (род. 6 сентября, Яблоновский, Тахтамукайский район, Адыгейская автономная область, РСФСР, СССР) — российский политик, экономист. Доктор экономических наук (2024). «Заслуженный работник пищевой индустрии Российской Федерации» (2025), «Заслуженный работник пищевой и перерабатывающей промышленности Кубани».
Министр экономического развития и торговли Республики Адыгея (2002-2003). Депутат Госсовета-Хасэ Республики Адыгея, член партии «Единая Россия» (2006-2007). Член Совета Федерации Федерального Собрания Российской Федерации от законодательного органа государственной власти Республики Адыгея (2007-2011).

## Биография
Аслан Азметович Хашир родился 6 сентября 1965 года в поселке Яблоновский Тахтамукайского района Республики Адыгея. В 1982 году поступил в Московский институт народного хозяйства им. Г. В. Плеханова, который окончил в 1988 году по специальности «Товароведение и организация торговли продовольственными товарами». Во время обучения, с 1984 по 1986 год, проходил срочную службу в Вооружённых силах СССР.
Свою трудовую деятельность начал в пищевой и перерабатывающей промышленности. С 1988 по 1995 год работал старшим товароведом и ведущим специалистом по внешнеэкономической деятельности в ОРПП «Прикубанское», специализировавшемся на переработке и реализации овощей и фруктов. В 1995 году перешёл в ТОО ПКП «Плодовощторг», где занимал последовательно должности начальника цеха № 3, заместителя генерального директора по внешнеэкономическим связям, финансового директора и генерального директора.
С 2000 по 2002 год занимал пост президента ЗАО «Орехпром», компании, с которой связывается становление орехоперерабатывающей отрасли в России. В 2002–2003 годах исполнял обязанности министра экономического развития и торговли Республики Адыгея. После этого вернулся в ЗАО «Орехпром», где до 2006 года был председателем Совета директоров, а затем, в 2006–2007 годах — директором по развитию.
В 2004 году защитил кандидатскую диссертацию на тему «Организационно-экономический механизм повышения эффективности промышленной переработки орехов в России» и получил ученую степень кандидата экономических наук.
В 2005 году был выдвинут партией «Единая Россия» по списку и одномандатному округу и избран депутатом Государственного Совета — Хасэ Республики Адыгея. В июне 2006 года его кандидатура была утверждена в качестве представителя в Совете Федерации Федерального Собрания Российской Федерации от законодательного органа государственной власти Республики Адыгея. С 2 февраля 2007 года официально исполнял полномочия члена Совета Федерации, которые завершились 23 августа 2011 года.
В Совете Федерации занимал ряд ответственных должностей. Входил в состав Комитета по аграрно-продовольственной политике и рыбохозяйственному комплексу, а с июля 2009 года являлся заместителем председателя этого комитета. Также был членом Комиссии СФ по контролю за обеспечением деятельности СФ, Комиссии по делам молодежи и спорту, Комиссии по жилищной политике и жилищно-коммунальному хозяйству, Комиссии по делам молодежи и туризму, Комиссии по физической культуре, спорту и развитию олимпийского движения, а также Комиссии по международному техническому и гуманитарному сотрудничеству.
С 1 сентября 2011 года по 31 января 2013 года возглавлял Управление поддержки политической партии «Единая Россия». С марта 2013 по октябрь 2020 года занимал должность председателя комитета в АО «Орехпром». В октябре 2020 года прошёл по конкурсу и перешёл на научную работу в ФГБНУ ФНЦ ВНИИЭСХ, где по состоянию на настоящее время работает в должности ведущего научного сотрудника отдела маркетинга и развития продуктовых рынков. Защитил диссертацию на тему «Развитие рынка орехов и продукции их переработки» и по решению диссертационного совета от 08 октября 2024 года стал доктором экономических наук по специальности 5.2.3. – «Региональная и отраслевая экономика».
По решению Президента Российской Федерации от 23 апреля 2025 года Аслану Азметовичу было присвоено звание «Заслуженный работник пищевой индустрии Российской Федерации».

## Личная жизнь
Женат, имеет пятерых дочерей.

## Награды
звания
- Почетное звание «Заслуженный работник пищевой индустрии Российской Федерации» (2025) —  за заслуги в области пищевой индустрии и многолетнюю добросовестную работу[3].
- Почетное звание «Заслуженный работник пищевой и перерабатывающей промышленности Кубани».

Медали, знаки отличия
- Почетная грамота Совета Федерации[1].
- Золотая медаль Министерства сельского хозяйства РФ «За вклад в развитие агропромышленного комплекса России».